# Dokhaven (Heijplaat)
De Dokhaven is een zijtak van de Nieuwe Maas, gelegen op het terrein van de Rotterdamsche Droogdok Maatschappij (RDM). In 1902 vestigde de RDM zich op Heijplaat en werd met de aanleg van de Dokhaven gestart. Met de grond afkomstig uit de Dokhaven werd het werfterrein vier meter opgehoogd. De Dokhaven was de toegang tot de werf vanaf de rivier en bood plaats aan meerdere drijvende dokken.
Tegenwoordig ligt de RDM Campus aan de Dokhaven en is de Dokhaven een halteplaats voor de Aqualiner die een verbinding onderhoudt met de Willemskade in Rotterdam.